# Fontaine de la Cathédrale
Der Fontaine de la Cathédrale (deutsch Brunnen der Kathedrale) ist ein denkmalgeschützter Brunnen in Saint-Denis auf der französischen Insel Réunion.

## Lage
Der Brunnen befindet sich im Zentrum von Saint-Denis auf dem Place de la Cathédrale, unmittelbar östlich der Kathedrale von Saint-Denis, westlich der Avenue de la Victoire.

## Geschichte und Beschreibung

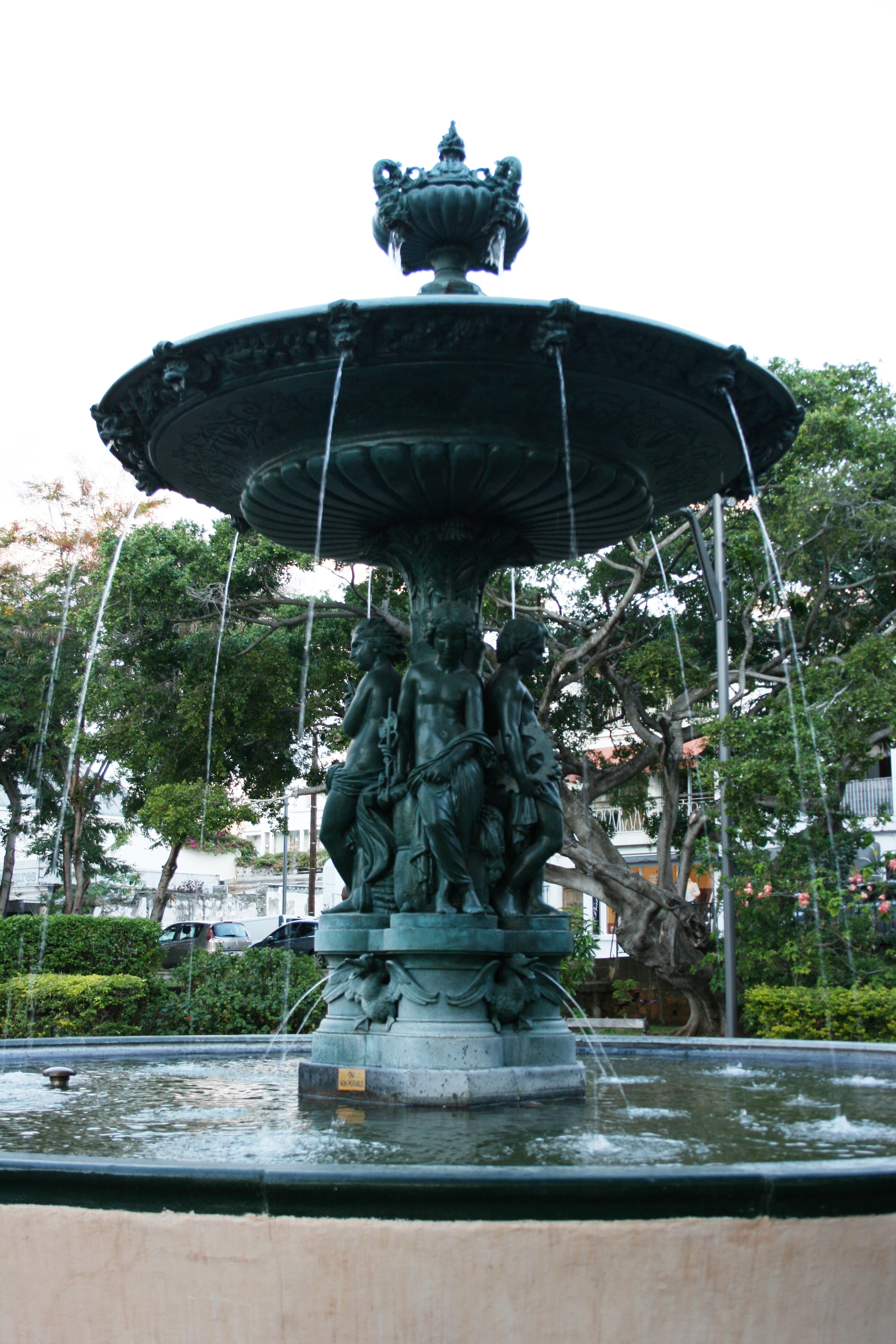
Brunnenstock nach der Restaurierung, 2011

Der Brunnen wurde im Jahr 1854 auf dem Vorplatz der Kathedrale, die gerade 1832 eingeweiht worden war, aufgestellt. Der Platz war vor seiner Bebauung Ödland, in dem ein schmiedeeisernes Kreuz stand. Gestiftet hatte den Brunnen der damalige Bürgermeister von Saint-Denis, Gustav Manès. Die Stadt gestaltete die Fläche neu. Nach Süden und Westen entstanden Stützmauern mit Geländern. Der Brunnen selbst wurde in der Mitte eines gemauerten Beckens angeordnet. Der figurale Schmuck entstand in den Ducel-Werkstätten, denen der Bildhauer Jean Jacques Ducel vorstand.
Die Basis des Brunnens wird von vier bronzenen Statuen gebildet, die um eine stilisierte Palme gruppiert sind. Die Statuen symbolisieren die Seefahrt, den Handel, die Industrie und die Landwirtschaft. Es handelt sich um Abgüsse der für die Passage Pommeraye in Nantes in den 1840er Jahren vom Bildhauer Jean-Baptiste Joseph Debay geschaffenen Figuren. Oberhalb der Figuren befindet sich ein breites Becken, aus dem sich auf einem Sockel eine Vase erhebt, aus der Wasser strömt. Der Brunnen war der erste monumentale Metallbrunnen auf Réunion. Seit 1975 ist der Brunnen als Monument Historique ausgewiesen. 2010 erfolgte eine umfassende Restaurierung der Brunnenanlage samt der Wasserzuleitungen.